# June Chadwick
June Chadwick (Warwickshire, 30 novembre 1951) è un'attrice britannica.

## Biografia
Divenne famosa negli anni ottanta interpretando il ruolo della perfida aliena Lydia nella serie televisiva Visitors, ruolo che le fece vincere un Telegatto nel 1985. 
Dopo il ritiro dalle scene si dedica all'insegnamento di attività del benessere con la tecnica Alexander, ideata da Frederick Matthias Alexander.

## Filmografia

### Cinema
- Chi vive in quella casa? (The Comeback), regia di Pete Walker (1978)
- Yesterday's Hero, regia di Neil Leifer (1979)
- The Golden Lady, regia di José Ramón Larraz (1979)
- Silver Dream Racer, regia di David Wickes (1980)
- Forbidden World, regia di Allan Holzman (1982)
- The Last Horror Film, regia di David Winters (1982)
- This Is Spinal Tap, regia di Rob Reiner (1984)
- Jumpin' Jack Flash, regia di Penny Marshall (1986)
- Deviazioni (Distortions), regia di Armand Mastroianni (1987)
- Il cacciatore di teste (Headhunter), regia di Francis Schaeffer (1988)
- 2020: il grande inganno (Rising Storm), regia di Francis Schaeffer (1989)
- Abissi profondi (The Evil Below), regia di Jean-Claude Dubois e Wayne Crawford (1989)
- La porta della paura (Return of the Family Man), regia di John Murlowski (1989)
- Colpo a tradimento (Back Stab), regia di Jim Kaufman (1990)
- Diamonds, regia di John Asher (1999)
- Una vita... 'quasi' perfetta (Facing the Enemy), regia di Robert Malenfant (2001)

### Televisione
- Cianuro a colazione (Sparkling Cyanide), regia di Robert Michael Lewis - film TV (1983)
- Magnum, P.I. - serie TV, episodi 4x12-5x01-5x02 (1984)
- Visitors (V) - serie TV, 19 episodi (1984-1985)
- A-Team (The A-Team) - serie TV, episodi 4x01-4x02 (1985)
- Riptide - serie TV, 8 episodi (1986)
- MacGyver - serie TV, episodio 2x01 (1986)
- Scuola di football (1st & Ten) - serie TV, episodio 3x02 (1987)
- Top Secret (Scarecrow and Mrs. King) - serie TV, episodio 4x19 (1987)
- Fuggitivi (Quiet Thunder), regia di BJ Davis - film TV (1988)
- Matlock - serie TV, episodio 3x16 (1989)
- La signora in giallo (Murder, She Wrote) - serie TV, episodio 6x01 (1989)
- A Spinal Tap Reunion: The 25th Anniversary London Sell-Out, regia di Jim Di Bergi - film TV (1992)
- Going to Extremes - serie TV, 17 episodi (1992-1993)
- Civil Wars - serie TV, episodio 2x16 (1993)
- Raven - serie TV, episodio 2x08 (1993)
- Fortune Hunter - serie TV, episodio 1x08 (1994)
- Dazzle, regia di Richard Colla - film TV (1995)
- Hawaii missione speciale (One West Waikiki) - serie TV, episodio 2x03 (1995)